# 丸沼 (群馬県)
丸沼（まるぬま）は、群馬県利根郡片品村にある湖沼。日光国立公園に含まれる。1950年に制定された新日本観光地百選湖沼の部で同じ群馬県片品村の菅沼とともに一位になったことがある。

## 成因
白根火山が流失した安山岩の溶岩によって作られた溶結疑灰でできている。山の谷間を流れていた大滝川が堰止められて作られたものである。

## 概要
もともと隣の大尻沼と共に一つの湖沼であったが、発電利用のため水位が下がり二つの沼に分かれたものである。1921年9月に上毛電力株式会社が丸沼ダムを設け、水位が上昇し北へ面積を広げかつての円形から南北に広がる長方形型となった。例年、12月中旬に結氷し、5月上旬に解氷する。
流出入河川は、入りが3川、出が1川(大滝川)。自然湖岸は94.29%で人工湖岸は5.71%である。うち崖地が91.4%、非崖地が2.8%となっている。
また湖底から温泉が噴出しているところがある。

## 動植物相
沼の周りはブナ、ミズナラ、アスナロ、シラビソ、オオシラビソ、トウヒ、コメツガなどで覆われている。
栄養度が高く、プランクトンや底生動物が多いため、ヒメマス、ニジマス、ワカサギ、コイ、ヘラブナなどが自然増殖をしている。近くの沢にはかつてはヤマメやイワナも多く住み着いていたが減少している。水位の変動が激しいため、自然増殖は難しい。
水生昆虫は、カゲロウ二種もカワゲラ一種が見られるくらいである。植物プランクトンとしてツツサヤツナギ、ホシガタケイソウ、メロシラ、ケラチウム、ミドリムシがおり、動物プランクトンとしてオナガケンミジンコ、ゾウミジンコ、カワリゾウミジンコ、ホロミジンコなどの甲殻類プランクトンと、ハネウデワムシ、フクロウワムシ、ミツウデワムシの一種、スジワムシの一種、コシブトカメノコウワムシ、ツノテマリワムシなどの輪虫類プランクトンが見られ、個数は一リットル当たり10個体程となっている。底生生物は、水深10mから20mくらいのところにイトミミズ、マメシジミ、オオユスリカ類、ナガスネユスリカ類がいる。放流されたものとして、スジエビも生息している。
1926(大正元)年には菅沼、大尻沼とともに農商務省水産講習所の養鱒試験地に制定され、翌1927年にかけれて北海道西別産のの普通鱒の卵、1927年から1928年にかけて稚魚を放流。同1927年にアメリカ産の紅鱒の卵8万粒を輸入孵化をさせた。

## 水質
pHは表層が6.8、底層が6.0である。

## 交通アクセス
公共交通機関
JR沼田駅若しくは上毛高原駅から関越に乗車し鎌田下車、沼田駅より57分、上毛高原駅より1時間24分。鎌田からバスを乗り継いで29分、丸沼温泉環湖荘下車。
自家用自動車
国道120号・金精道路沿い。関越自動車道・沼田インターチェンジから自動車で85分。なお、毎年12月下旬から4月下旬にかけての間は冬期閉鎖により通行止めとなる。